# العلاقات البنمية الكورية الجنوبية
العلاقات البنمية الكورية الجنوبية هي العلاقات الثنائية التي تجمع بين بنما وكوريا الجنوبية.

## مقارنة بين البلدين
هذه مقارنة عامة ومرجعية للدولتين:
| وجه المقارنة                                              | بنما                      | كوريا الجنوبية                                                          |
| --------------------------------------------------------- | ------------------------- | ----------------------------------------------------------------------- |
| المساحة (كم2)                                             | 74.18 ألف                 | 100.30 ألف                                                              |
| عدد السكان (نسمة)                                         | 4.10 مليون                | 51.47 مليون                                                             |
| الكثافة السكانية (ن./كم²)                                 | 55.27                     | 513.16                                                                  |
| العاصمة                                                   | بنما                      | سول                                                                     |
| اللغة الرسمية                                             | اللغة الإسبانية           | اللغة الكورية                                                           |
| العملة                                                    | بالبوا بنمي، دولار أمريكي | وون كوري جنوبي                                                          |
| الناتج المحلي الإجمالي (بليون دولار)                      | 61.84 مليار               | 1.53 تريليون                                                            |
| الناتج المحلي الإجمالي (تعادل القوة الشرائية) بليون دولار | 87.37 مليار               | 1.75 تريليون                                                            |
| الناتج المحلي الإجمالي الاسمي للفرد دولار أمريكي          | 13.27 ألف                 | 27.22 ألف                                                               |
| الناتج المحلي الإجمالي للفرد دولار أمريكي                 | 20.89 ألف                 |                                                                         |
| مؤشر التنمية البشرية                                      | 0.780                     | 0.901                                                                   |
| رمز المكالمات الدولي                                      | +507                      | +82                                                                     |
| رمز الإنترنت                                              | .pa                       | .kr                                                                     |
| المنطقة الزمنية                                           | 00                        | توقيت كوريا الجنوبية، ت ع م+09:00، آسيا/سيول ‏، ت ع م+08:00، ت ع م+08:30 |

## مدن متوأمة
في ما يلي قائمة باتفاقيات التوأمة بين مدن بنمية وكورية جنوبية:
- ترتبط بنما مع إنتشون باتفاقية توأمة منذ 1989.
- ترتبط بنما مع إنتشون باتفاقية توأمة.

## منظمات دولية مشتركة
يشترك البلدان في عضوية مجموعة من المنظمات الدولية، منها:
| علم المنظمة | اسم المنظمة                               | تاريخ انضمام بنما | تاريخ انضمام كوريا الجنوبية |
| ----------- | ----------------------------------------- | ----------------- | --------------------------- |
|             | مؤسسة التمويل الدولية                     | 20 يوليو 1956     | 16 مارس 1964                |
|             | منظمة حظر الأسلحة الكيميائية              | ?                 | ?                           |
|             | يونسكو                                    | 10 يناير 1950     | 14 يونيو 1950               |
|             | الأمم المتحدة                             | 13 نوفمبر 1945    | 17 سبتمبر 1991              |
|             | منظمة الشرطة الجنائية الدولية             | ?                 | ?                           |
|             | البنك الدولي للإنشاء والتعمير             | 14 مارس 1946      | 26 أغسطس 1955               |
|             | الاتحاد البريدي العالمي                   | ?                 | ?                           |
|             | منظمة التجارة العالمية                    | ?                 | ?                           |
|             | مؤسسة التنمية الدولية                     | 1 سبتمبر 1961     | 18 مايو 1961                |
|             | الفريق المعني برصد الأرض                  | ?                 | ?                           |
|             | المركز الدولي لتسوية المنازعات الاستشارية | 8 مايو 1996       | 23 مارس 1967                |
|             | وكالة ضمان الاستثمار متعدد الأطراف        | 21 فبراير 1997    | 12 أبريل 1988               |

## وصلات خارجية
- موقع وزارة الخارجية البنمية
- موقع وزارة الخارجية الكورية الجنوبية